# Hilarempis genualis
Hilarempis genualis är en tvåvingeart som beskrevs av Collin 1933. Hilarempis genualis ingår i släktet Hilarempis och familjen dansflugor. Inga underarter finns listade i Catalogue of Life.